# Harry Potter e il calice di fuoco
Harry Potter e il calice di fuoco (titolo originale in inglese: Harry Potter and the Goblet of Fire) è il quarto romanzo della saga fantasy Harry Potter, scritta da J. K. Rowling e ambientata principalmente nell'immaginario Mondo magico durante gli anni novanta del XX secolo.
Harry Potter e il calice di fuoco è stato pubblicato nel Regno Unito nel 2000 e il 16 febbraio 2001 in Italia, edito da Adriano Salani.
Tradotto in 77 lingue, e vincitore del premio Hugo nel 2001, resta una delle più popolari opere letterarie del XXI secolo.
Nel 2005 ne è stato tratto un adattamento cinematografico distribuito da Warner Bros. e diretto da Mike Newell, che ha incassato più di 896 milioni di dollari al botteghino mondiale.

## Trama
(J. K. Rowling, Harry Potter e il calice di fuoco)
Durante l'estate dopo il terzo anno scolastico, Harry Potter è vittima di un sogno in cui Lord Voldemort e il suo servo Codaliscia, al secolo Peter Minus, trovano rifugio presso la villa abbandonata dei Riddle, familiari paterni di Voldemort, a Little Hangleton. Frank Bryce, l'anziano custode babbano della casa, nota una luce proveniente dalla villa e va a vedere chi siano gli intrusi, ma viene scoperto dal serpente di Voldemort, Nagini, e ucciso dal Signore Oscuro.
Qualche giorno dopo, i Weasley invitano Harry ad assistere alla finale della Coppa del Mondo di Quidditch, disputata tra Irlanda e Bulgaria. La vittoria va all'Irlanda nonostante il cercatore della Bulgaria, Viktor Krum, uno dei migliori cercatori in circolazione, riesca a prendere il Boccino d'oro. Al termine dei festeggiamenti, l'accampamento dei maghi al di fuori dello stadio di Quidditch viene attaccato da un gruppo di Mangiamorte, che fanno apparire in cielo il Marchio Nero, simbolo di Lord Voldemort.
All'inizio del nuovo anno scolastico ad Hogwarts, Albus Silente annuncia che non si terrà l'annuale torneo scolastico di Quidditch, in quanto, dopo quasi un secolo, è stato deciso di effettuare un nuovo tentativo di disputare il Torneo Tremaghi, leggendaria competizione del mondo magico. In questo torneo si affrontano le tre maggiori scuole di magia e stregoneria europee: Hogwarts (Gran Bretagna), Durmstrang (Bulgaria) e Beauxbatons (Francia). Tale torneo è composto da tre prove che saranno affrontate da un campione selezionato per ogni scuola. Silente presenta anche il nuovo insegnante di Difesa contro le Arti Oscure: Alastor Moody, detto "Malocchio Moody", un noto ex Auror, ossia un cacciatore di maghi oscuri. Durante la sua prima lezione, il docente mostra agli studenti le tre Maledizioni Senza Perdono: la maledizione Imperius, che consente a chi la utilizza di controllare la mente, la volontà ed i movimenti della vittima; la maledizione Cruciatus, che consente di torturare la vittima provocando sofferenze atroci; la maledizione Avada Kedavra, l'Anatema che Uccide, che provoca la morte istantanea della vittima e non si può ostacolare in nessun modo.
Dopo l'arrivo delle delegazioni delle scuole di Durmstrang e Beauxbatons, si tiene una cerimonia di benvenuto, durante la quale Silente annuncia che, a causa dell'elevato numero di morti nelle passate edizioni, motivo per cui il Torneo Tremaghi era stato sospeso, è stato deciso che solo gli studenti maggiorenni, cioè con più di diciassette anni, potranno candidarsi per diventare campioni della loro scuola. I 3 campioni verranno scelti da un selezionatore imparziale, il Calice di fuoco, tra tutti gli studenti che avranno messo all'interno del Calice un pezzo di pergamena con sopra scritto il proprio nome e la scuola di appartenenza. I prescelti, alla fine, sono: Cedric Diggory, della casa di Tassorosso, per Hogwarts, Viktor Krum, il Cercatore bulgaro, per Durmstrang e Fleur Delacour, una ragazza in parte Veela, per Beauxbatons. Il Calice di Fuoco, però, inspiegabilmente, presenta a sorpresa un quarto partecipante, Harry Potter, che deve quindi affrontare il torneo come secondo campione di Hogwarts, nonostante abbia solo quattordici anni, dal momento che mettere il proprio nome nel Calice di Fuoco costituisce una sorta di contratto magico vincolante, nonostante il regolamento non preveda la partecipazione di più di tre maghi. Tutti restano stupiti da quanto è successo e credono che Harry voglia nuovamente cercare di coprirsi di gloria e di attirare l’attenzione, anche a costo di barare, nonostante il ragazzo neghi di aver messo il suo nome all’interno del Calice, e questo lo porta a litigare con Ron.
Hagrid, con l'aiuto del professor Moody, riesce a rivelare ad Harry, andando contro il regolamento, il contenuto della prima prova: ognuno dei campioni dovrà sfidare un drago e impadronirsi di un uovo d'oro posto sotto la sua protezione. Harry comunica la scoperta a Cedric per lealtà nei suoi confronti, dato che anche i campioni delle altre due scuole sono stati messi a conoscenza della prova dai direttori delle loro scuole. Malocchio Moody suggerisce ad Harry di fare ciò che gli riesce meglio per affrontare i draghi; Harry, sapendo che la sua più grande abilità è il volo con la scopa, si esercita con Hermione per imparare l'Incantesimo di appello Accio, con il quale attira a sé la sua Firebolt. Il drago che deve affrontare è il più pericoloso di tutti, l'Ungaro Spinato, ma riesce a recuperare l'uovo d'oro che il drago sorvegliava e, pur procurandosi una ferita alla spalla, ottiene ottimi risultati. A seguito della prima prova, Ron capisce che Harry non affronterebbe mai volontariamente i pericoli che il Torneo comporta, scusandosi con lui, e i due si riappacificano.
La seconda prova è prevista dopo alcuni mesi: per capire di cosa si tratti, gli sfidanti devono risolvere un enigma racchiuso nell'uovo d'oro recuperato durante la prima prova, il quale, se viene aperto all'asciutto, emette un terribile rumore stridente. Cedric, volendo ricambiare il favore che Harry gli aveva fatto rivelandogli i dettagli della prima prova, gli consiglia di aprirlo sott'acqua: il protagonista fa come gli viene detto nella vasca del bagno dei Prefetti al quinto piano e sente una canzone cantata nella lingua dei Maridi, esseri marini simili a sirene e tritoni, che spiega che nella seconda prova gli sfidanti dovranno recuperare dal fondo del Lago Nero una persona a loro cara entro il tempo massimo di un'ora. In un primo momento, il ragazzo non riesce proprio a trovare un modo per respirare sott'acqua, finché l'elfo domestico Dobby, che ha da poco iniziato a lavorare nelle cucine di Hogwarts assieme agli altri elfi della scuola, la mattina stessa in cui si tiene la prova, gli dà dell'Algabranchia, un'erba con il potere di far spuntare per un certo periodo di tempo branchie e pinne a chi la inghiotte. Harry arriva in fondo al lago per primo, ma poi risale per ultimo, ben oltre il tempo massimo, perché perde tempo recuperando non solo Ron, ma anche la sorella di Fleur Delacour, Gabrielle, perché Fleur non era riuscita ad arrivare alla fine della prova e si è dovuta ritirare dopo essere stata attaccata dagli Avvincini, dei demoni acquatici. I giudici del Torneo, tuttavia, decidono di fargli superare comunque la prova e di classificarlo al secondo posto, visto il suo altruismo.
Un mese prima della prova finale, Harry e Krum stanno parlando vicino alla Foresta Proibita quando incontrano Barty Crouch, che ha smesso di apparire al Ministero diversi mesi prima; Crouch appare totalmente pazzo, ma in momenti di chiarezza confessa di aver fatto "qualcosa di terribile", dice che Bertha Jorkins è morta e chiede di Silente. Lasciando Krum con Crouch, Harry corre ad avvertire Silente, ma quando torna trova Krum svenuto e Crouch sparito. Moody dà la caccia a Crouch, ma non lo trova.
Durante una lezione di Divinazione, Harry sperimenta un altro sogno nel quale vede Voldemort che punisce Codaliscia per un "errore". Andato nell'ufficio di Silente per parlarne con il preside, Harry si imbatte in un dispositivo per conservare la memoria, un Pensatoio. All'interno del Pensatoio, scopre che Ludo Bagman è stato accusato di attività come Mangiamorte, venendo assolto, e che il figlio di Barty Crouch era un Mangiamorte ed è stato inviato ad Azkaban dal suo stesso padre per aver contribuito a torturare i genitori di Neville Paciock fino alla pazzia.
La terza prova si tiene quasi alla fine dell'anno scolastico e consiste nell'attraversare un labirinto pieno di insidie magiche; Harry si prepara passando settimane a perfezionare incantesimi, come lo Schiantesimo Stupeficium. Durante la prova, Fleur viene messa fuori combattimento, mentre Viktor viene stregato, finendo sotto l'effetto della Maledizione Imperius, e dopo che Harry ha salvato Cedric da quest'ultimo e lo ha aiutato a sconfiggere un'Acromantula, rimanendo con una gamba rotta, arrivano insieme alla fine del labirinto e decidono quindi di afferrare nello stesso istante la coppa Tremaghi. La coppa però si rivela essere una passaporta che li trasporta nel cimitero di Little Hangleton, che Harry ha visto nei suoi sogni ricorrenti. Qui compare Codaliscia, che uccide Cedric, mentre Harry viene imbavagliato e legato magicamente a una tomba, che si rivela essere quella del padre babbano di Voldemort, Tom Riddle Sr.
Il ragazzo viene successivamente ferito al braccio da Codaliscia con un coltello per prelevare il suo sangue e miscelarlo in una pozione insieme alle ossa del padre di Voldemort e alla mano mozzata dello stesso Codaliscia. Grazie a questa pozione Voldemort, ridotto ormai ad un fantasma, riesce a riottenere un vero e proprio corpo, insieme ai suoi pieni poteri magici.
Voldemort ed Harry ingaggiano un duello ma, appena i due lanciano un incantesimo ciascuno (Expelliarmus per Harry e Avada Kedavra per Voldemort), si verifica il fenomeno del Prior Incantatio, una rara magia che avviene quando due bacchette gemelle, dotate dello stesso nucleo, sono costrette a scontrarsi. Le due bacchette entrano in collisione, fanno partire un raggio di luce dorata che si congiunge a metà strada. Harry, grazie alla sua volontà più forte, riesce a vincere lo scontro, facendo in modo che la bacchetta di Voldemort ripeta, in ordine opposto a quello reale, gli ultimi incantesimi eseguiti, facendo quindi spuntare gli spiriti degli incantesimi compiuti da Voldemort: la mano che Voldemort ha creato per rimpiazzare quella tagliata di Codaliscia ed i fantasmi di Cedric Diggory, Frank Bryce, Bertha Jorkins, Lily Potter e James Potter, la madre e il padre di Harry (siccome Voldemort aveva ucciso queste persone, esse compaiono sotto forma di spiriti, in quanto non si possono resuscitare i morti). Lo spirito di James sprona Harry a interrompere il contatto tra le due bacchette e a correre verso la coppa Tremaghi, che lo riporterà ad Hogwarts. Il ragazzo, una volta afferrato il corpo di Cedric, richiama a sé la Coppa con un Incantesimo di Appello e ritorna ad Hogwarts, fuggendo così da Voldemort.
Dopo il drammatico ritorno di Harry con il corpo di Cedric, Moody trascina Harry nel suo ufficio per interrogarlo e Harry si rende conto che il professore si sta comportando come un Mangiamorte. Il ragazzo viene salvato dall'arrivo di Silente, McGranitt e Piton, che tramite la pozione Veritaserum scoprono di non avere di fronte il vero Malocchio Moody ma il figlio di Barty Crouch, Barty Crouch Jr. che, fuggito da Azkaban, si era riunito a Voldemort ed aveva assunto la Pozione Polisucco di continuo per tutto l'anno per assumere e mantenere le sembianze di Moody, mentre il vero Moody era imprigionato in un baule. Lo stesso Barty Crouch Jr. è l'assassino del proprio padre ed ha fatto tutto questo per far tornare Voldemort al potere, mandandogli Harry tramite la Coppa del Torneo Tremaghi, dopo aver messo il suo nome nel Calice di Fuoco, che aveva ingannato con un Incantesimo Confundus molto potente per indurlo a scegliere quattro nomi invece che tre, e facendo in modo che Harry arrivasse alla fine del Torneo in ogni modo, perfino stregando Krum. Poco dopo, Barty Crouch Jr. viene baciato da un Dissennatore che scortava il Ministro della Magia in persona, pertanto cade ogni possibilità di convincere il mondo magico del ritorno di Voldemort: il Ministro della Magia Cornelius Caramell, essendo troppo legato alla sua posizione per approntare i necessari cambiamenti che Silente gli aveva consigliato, si rifiuta di credere alle parole di Harry. Nonostante questo, durante il banchetto di fine anno, Silente annuncia agli studenti di Hogwarts che Voldemort è tornato e che è stato quest'ultimo a uccidere Cedric, e che per questo motivo Hogwarts non è più un posto sicuro. Alla fine dell’anno scolastico Harry, non sapendo cosa fare del premio di mille galeoni vinto al Torneo Tremaghi, lo dona a Fred e George Weasley, che useranno quei soldi per cercare di realizzare il loro grande sogno: aprire un negozio di scherzi.

## Capitoli
1. Casa Riddle (The Riddle House)
2. La cicatrice (The Scar)
3. L'invito (The Invitation)
4. Ritorno alla Tana (Back to The Burrow)
5. I Tiri Vispi Weasley (Weasleys' Wizard Wheezes)
6. La Passaporta (The Portkey)
7. Bagman e Crouch (Bagman and Crouch)
8. La Coppa del Mondo di Quidditch (The Quidditch World Cup)
9. Il Marchio Nero (The Dark Mark)
10. Caos al Ministero (Mayhem at the Ministry)
11. Sull'Hogwarts Express (Aboard the Hogwarts Express)
12. Il Torneo Tremaghi (The Triwizard Tournament)
13. Malocchio Moody (Mad-Eye Moody)
14. Le Maledizioni Senza Perdono (The Unforgivable Curses)
15. Beauxbatons e Durmstrang (Beauxbatons and Durmstrang)
16. Il Calice di Fuoco (The Goblet of Fire)
17. I quattro campioni (The Four Champions)
18. La Pesa delle Bacchette (The Weighing of the Wands)
19. L'Ungaro Spinato (The Hungarian Horntail)
20. La prima prova (The First Task)
21. Il Fronte di Liberazione degli Elfi Domestici (The House-Elf Liberation Front)
22. La prova inaspettata (The Unexpected Task)
23. Il Ballo del Ceppo (The Yule Ball)
24. Lo scoop di Rita Skeeter (Rita Skeeter's Scoop)
25. L'uovo e l'occhio (The Egg and the Eye)
26. La seconda prova (The Second Task)
27. Il ritorno di Felpato (Padfoot Returns)
28. La follia del signor Crouch (The Madness of Mr Crouch)
29. Il sogno (The Dream)
30. Il Pensatoio (The Pensieve)
31. La terza prova (The Third Task)
32. Carne, sangue e ossa (Flesh, Blood and Bone)
33. I Mangiamorte (The Death Eaters)
34. Prior Incantatio (Priori Incantatem)
35. Veritaserum (Veritaserum)
36. Le strade si dividono (The Parting of the Ways)
37. L'inizio (The Beginning)

### Personaggi introdotti
- Nagini, l'enorme serpente di Voldemort, che lo ha alimentato con il suo veleno nel periodo della sua semi-vita.
- Bertha Jorkins, smemorata e distratta impiegata del Ministero della Magia; uccisa da Voldemort dopo un violento interrogatorio, avvenuto per mezzo della Maledizione Cruciatus.
- Frank Bryce, babbano, anziano giardiniere e custode di Casa Riddle, è stato ucciso da Voldemort nel primo capitolo dopo essere stato scoperto da Nagini.
- I Mangiamorte, seguaci di Voldemort identificati tramite il tatuaggio del Marchio Nero che ognuno di loro porta sul braccio sinistro.
- Winky, l'elfa domestica di Bartemius Crouch.
- Viktor Krum, cercatore della nazionale bulgara di Quidditch, scelto per il torneo Tremaghi come campione di Durmstrang.
- Fleur Delacour, scelta come campionessa di Beauxbatons, è in parte Veela.
- Igor Karkaroff, preside di Durmstrang ed ex seguace di Voldemort.
- Madame Maxime, preside di Beauxbatons.
- Ludo Bagman, direttore dell'Ufficio dei "Giochi e degli Sport Magici".
- Rita skeeter, giornalista assetata di notizie ed animagus non registrato, si trasforma in uno scarabeo.
- Gregorovitch, fabbricante di bacchette, nominato da Olivander nella Pesa delle Bacchette.
- Bartemius Crouch, padre di Barty Crouch Jr., direttore del Dipartimento "Applicazione delle leggi magiche"; capo di Percy Weasley.
- Alastor "Malocchio" Moody, nuovo insegnante di Difesa contro le Arti Oscure. Ex Auror, ha un aspetto spaventoso, gli manca un pezzo di naso a causa di un duello contro un Mangiamorte compiuto in passato, ha un occhio di vetro magico e una gamba di legno. In realtà si tratta di Barty Crouch Jr. sotto mentite spoglie, e il vero Moody comparirà solo alla fine del libro.
- Barty Crouch Jr., figlio di Barty Crouch e fedele seguace di Voldemort. Era stato imprigionato per aver partecipato alla tortura di due Auror, Frank e Alice Paciock. Fuggito da Azkaban grazie ad un inganno, si è riunito al suo signore. Ha rapito Malocchio Moody insieme a Codaliscia, tenendolo prigioniero per un anno, e lo ha sostituito prendendo le sue sembianze grazie alla Pozione Polisucco e imparando le sue abitudini con la maledizione Imperius.

### Luoghi introdotti
- La villa dei Riddle a Little Hangleton (con adiacente cimitero), casa della famiglia paterna di Lord Voldemort. Questo è il luogo in cui il mago oscuro ha sterminato la sua famiglia quando era studente ad Hogwarts e dove ora si nasconde.
- Il Lago Nero, dove i concorrenti affrontano la seconda prova.
- Il labirinto (il campo di Quidditch), dove i concorrenti affrontano la terza prova.

## Versione cinematografica
Come per tutti i capitoli della serie di Harry Potter, dal libro è stato tratto un film, uscito il 18 novembre 2005 negli Stati Uniti e nel Regno Unito e in Italia il 25 novembre dello stesso anno.

## Edizioni italiane
- J. K. Rowling, Harry Potter e il calice di fuoco, traduzione di Beatrice Masini, illustrazioni di Serena Riglietti, Milano, Salani, febbraio 2001, ISBN 88-8451-049-X.
- J. K. Rowling, Harry Potter e il calice di fuoco, a cura di Stefano Bartezzaghi, traduzione di Beatrice Masini, illustrazioni di Jim Kay, Milano, Salani, ottobre 2019, ISBN 978-88-9381-993-0.
- J. K. Rowling, Harry Potter e il calice di fuoco, a cura di Stefano Bartezzaghi, traduzione di Beatrice Masini, Milano, Salani, gennaio 2020, ISBN 978-88-310-0341-4.